# The Returned (2012)
The Returned (Originaltitel: Les Revenants) ist eine französische Fernsehserie des Senders Canal+ über Wiedergänger. Die aus acht Folgen bestehende erste Staffel wurde 2012 gedreht. Die Dreharbeiten zur zweiten Staffel fanden von Herbst 2014 bis zum Frühjahr 2015 statt. Vom 28. September bis zum 19. Oktober 2015 wurde die zweite Staffel auf Canal+ ausgestrahlt. 2014 wurde vom US-Kabelsender A&E ein gleichnamiges Remake der Fernsehserie beauftragt, das nach einer Staffel eingestellt wurde.

## Handlung
In einem französischen Bergdorf kommt es zu mysteriösen Ereignissen. Verstorbene Personen tauchen plötzlich wieder im Kreise der Familie auf. Camille ist ein junges Mädchen, das vor ein paar Jahren bei einem Busunglück gestorben ist. Plötzlich findet sie sich an der Unfallstelle wieder. Ohne Erinnerung an den Unfall macht sie sich auf den Heimweg, wo sie für entsprechende Aufregung sorgt. Doch Camille bleibt nicht die einzige, die aus dem Jenseits zurückkehrt. Mit der Zeit kehren immer mehr Verstorbene zurück, die eines gemeinsam haben: Ihr Tod war nicht natürlich; sie sind durch einen Unfall, Mord oder Suizid gestorben.
In der zweiten Staffel spielt ein Staudammbruch vor über 35 Jahren eine Rolle, dessen Opfer nun zurückkehren, jedoch keinen mehr vorfinden, der auf sie wartet.

## Hintergrund
Die Serie ist eine TV-Adaption des 2004 erschienenen Films Les Revenants (englischer Titel They Came Back) von Robin Campillo. Sie wurde für Canal+ produziert und war ab November 2013 auf dem Video-Streaming-Portal Watchever verfügbar. Regie führten bei der ersten Staffel Fabrice Gobert und Frédéric Mermoud. Bei der zweiten Staffel übernahm Frédéric Goupil die Co-Regie neben Fabrice Gobert. Die Drehbücher schrieben Fabien Adda, Emmanuel Carrère, Fabrice Gobert und Nicolas Peufaillit. Der Soundtrack zur Serie stammt von der schottischen Band Mogwai.
Die Folgen 1 bis 5 wurden als FSK 16 eingestuft, die übrigen Folgen als FSK 12.
Ab dem 28. Mai 2014 wurde The Returned auf dem Pay-TV-Kanal RTL Crime in der deutschsprachigen Synchronfassung ausgestrahlt. Ab dem 24. September 2014 erfolgte die Free-TV-Premiere im WDR, wo die Fernsehserie – wie bei der Erstausstrahlung in Frankreich – wöchentlich in Doppelfolgen gesendet wurde. Ab dem 30. September 2014 wurde die Serie auf Einsfestival ausgestrahlt. Die zweite Staffel der Serie war ab dem 20. Dezember 2015 auf Watchever online abrufbar.
Gedreht wurde im Département Haute-Savoie, vor allem in Annecy, auch in Seynod, Menthon-Saint-Bernard, Poisy, Cran-Gevrier, Sevrier, Annecy-le-Vieux, Veyrier-du-Lac und Semnoz. Die oft gezeigte Talsperre ist die Tignes-Talsperre.

## Besetzung und Synchronisation
Die deutsche Synchronisation entstand nach einem Dialogbuch und unter der Dialogregie von Bernd Eichner durch die Synchronfirma Cinephon in Berlin.

### Die Rückkehrer
| Schauspieler         | Rolle                            | Synchronsprecher       | Staffel | Zusatzinformation                                                                                            |
| -------------------- | -------------------------------- | ---------------------- | ------- | --- |
| Yara Pilartz         | Camille Séguret                  | Kristina Tietz         | 1–2     | Zwillingsschwester von Léna, 15 Jahre alt, starb bei Busunglück vier Jahre zuvor                             |
| Swann Nambotin       | Victor eigentlich Louis Levanski | Jonas Schmidt-Foß      | 1–2     | 8 Jahre alt, wurde vor 35 Jahren von Einbrechern ermordet                                                    |
| Guillaume Gouix      | Serge Garrel                     | Felix Spieß            | 1–2     | Bruder von Toni, wurde vor vier Jahren von seinem Bruder ermordet, ist selber ein Serienmörder und Kannibale |
| Pierre Perrier       | Simon Delaitre                   | Fabian Oscar Wien      | 1–2     | Verlobter von Adèle Werther, 23 Jahre alt, beging am Tag seiner Hochzeit Suizid                              |
| Laetitia de Fombelle | Viviáne Costa                    | Marion Musiol          | 1–2     | Frau von Michel Costa, 45 Jahre alt, ertrunken, später auch ermordet                                         |
| Ana Girardot         | Lucy Clairsene                   | Claudia Gáldy          | 1–2     | Kellnerin im Lake Pub, kam vor einem Jahr in die Stadt, wurde von Milan ermordet                             |
| Michaël Abiteboul    | Milan Garrel                     | Dirk Bublies           | 2       | Vater von Serge und Toni, Mörder von Lucy und Virgil                                                         |
| Armande Boulanger    | Audrey Sabatini                  | Stella Sommerfeld      | 2       | starb ebenfalls 2008 beim Busunglück                                                                         |
| Ernst Umhauer        | Virgil                           | Amadeus Strobl         | 2       | ein junger Mann, der vor 35 Jahren von Milan im Beisein von Serge erschossen wurde                           |
| Alice Butaud         | Madame Lewanski                  | Dana Friedrich         | 2       | Adoptivmutter von Victor/Louis, wurde ebenfalls vor 35 Jahren beim Einbruch ermordet                         |
| Thomas Doret         | Esteban                          | Sebastian Kluckert     | 2       | starb auch 2008 beim Busunglück, seine Eltern begingen am Ende der ersten Staffel Suizid                     |
| Vladimir Consigny    | Morgane                          | Benjamin Levent Krause | 2       | Lucys Freund, wurde ebenfalls vor 35 Jahren von Milan ermordet                                               |
| Aurélien Recoing     | Étienne Berg                     | Jens-Uwe Bogadtke      | 2       | Bergs Vater, Staudammingenieur                                                                               |
| Mélodie Richard      | Esther                           | Marieke Oeffinger      | 2       | ein Mordopfer von Serge                                                                                      |

### Familie Séguret und weitere Angehörige der Verunglückten
| Schauspieler     | Rolle             | Synchronsprecher  | Staffel | Zusatzinformation                                  |
| ---------------- | ----------------- | ----------------- | ------- | -------------------------------------------------- |
| Jenna Thiam      | Léna Séguret      | Julia Kaufmann    | 1–2     | Zwillingsschwester von Camille, heute 19 Jahre alt |
| Anne Consigny    | Claire Séguret    | Sabine Falkenberg | 1–2     | Mutter von Camille und Léna, Exfrau von Jérôme     |
| Frédéric Pierrot | Jérôme Séguret    | Jörg Hengstler    | 1–2     | Vater von Camille und Léna, Exmann von Claire      |
| Constance Dollé  | Sandrine Sabatini | Maud Ackermann    | 1–2     | Mutter von Audrey, Frau von Yan                    |
| Franck Adrien    | Yan Sabatini      |                   | 2       | Vater von Audrey, Mann von Sandrine                |

### Adèle Werther
| Schauspieler   | Rolle          | Synchronsprecher | Staffel | Zusatzinformation                                                                                 |
| -------------- | -------------- | ---------------- | ------- | ------------------------------------------------------------------------------------------------- |
| Clotilde Hesme | Adèle Werther  | Gundi Eberhard   | 1–2     | ehemalige Verlobte von Simon, Verlobte von Thomas, Mutter von Chloé und einem Baby namens Nathan  |
| Brune Martin   | Chloé Delaitre | Sarah Kunze      | 1–2     | Tochter von Adèle und Simon, 9 Jahre alt, wurde nach Simons Tod geboren                           |
| Samir Guesmi   | Thomas         | Oliver Siebeck   | 1–2     | Leiter der örtlichen Polizei, Verlobter von Adèle, verschwindet mit dem Auftauchen der Rückkehrer |

### Julie Meyer
| Schauspieler    | Rolle        | Synchronsprecher    | Staffel | Zusatzinformation |
| --------------- | ------------ | ------------------- | ------- | --- |
| Céline Sallette | Julie Meyer  | Katharina Spierling | 1–2     | Krankenschwester, nimmt Victor/Louis nach dessen Rückkehr auf, verlor bei einem Angriff von Serge ihr ungeborenes Baby |
| Alix Poisson    | Laure        | Sarah Riedel        | 1       | Polizistin, ehemalige Freundin von Julie                                                                               |
| Claude Lévèque  | Michel Costa | Freimut Götsch      | 1–2     | Mann von Viviáne Costa, Patient von Julie                                                                              |

### Familie Garrell
| Schauspieler     | Rolle          | Synchronsprecher | Staffel | Zusatzinformation |
| ---------------- | -------------- | ---------------- | ------- | --- |
| Grégory Gadebois | Toni Garrel    | Michael Iwannek  | 1–2     | Sohn von Milan und Bruder von Serge, Mörder von Serge, Betreiber des Lake Pubs, wird am Ende der ersten Staffel umgebracht, kehrt aber in der zweiten Staffel zurück. |
| Monique Roussell | Mutter Garrell |                  | 1–2     | Mutter von Serge und Toni, Frau von Milan, starb vor drei Jahren eines natürlichen Todes                                                                              |

### Weitere Figuren
| Schauspieler           | Rolle               | Synchronsprecher     | Staffel | Zusatzinformation                                                                 |
| ---------------------- | ------------------- | -------------------- | ------- | --------------------------------------------------------------------------------- |
| Jérôme Kircher         | Vater Jean-François |                      | 1–2     | Pfarrer der Gemeinde                                                              |
| Guillaume Marquet      | Alcide              | Bastian Sierich      | 1–2     | Polizist                                                                          |
| Laurent Lucas          | Berg                | Peter Flechtner      | 2       | Staudammingenieur, soll der Polizei beim Aufklären der örtlichen Phänomene helfen |
| Jean-François Sivadier | Pierre Tissier      | Wolfgang Wagner      | 1–2     | Organisator der örtlichen Tafel                                                   |
| Bertrand Constant      | Maire               |                      | 1       |                                                                                   |
| Matila Malliarakis     | Frédéric            | Konrad Bösherz       | 1       | Freund von Camille und Léna                                                       |
| Jean-Emmanuel Pagni    | Monsieur Koretzky   | Alexander Ziegenbein | 1       | Vater eines der im Bus verunglückten Kinder                                       |

## Internationale Ausstrahlung
| Land / Region          | Seit                                                                         | Titel                | Fernsehsender/Video-On-Demand-Anbieter |
| ---------------------- | ---------------------------------------------------------------------------- | -------------------- | -------------------------------------- |
| Frankreich             | 26. November 2012                                                            | Les Revenants        | Canal+                                 |
| Belgien (Wallonien)    | 26. November 2012                                                            | Les Revenants        | BeTV                                   |
| Schweden               | 20. Dezember 2012                                                            | Gengångare           | SVT Play (VOD)                         |
| Vereinigtes Königreich | 9. Juni 2013                                                                 | The Returned         | Channel 4                              |
| Türkei                 | 2. Oktober 2013                                                              | Rebound              | SinemaTV                               |
| Vereinigte Staaten     | 31. Oktober 2013                                                             | The Returned         | Sundance Channel                       |
| Ungarn                 | 1. November 2013                                                             | Visszajárók          | Viasat                                 |
| Deutschland            | 18. November 2013 (VoD), 28. Mai 2014 (Pay-TV), 24. September 2014 (Free-TV) | The Returned         | Watchever, RTL Crime, WDR (Free-TV)    |
| Brasilien              | 18. November 2013                                                            | Les Revenants        | HBO Max                                |
| Québec                 | 4. Januar 2014                                                               | Les Revenants        | ICI ARTV                               |
| Finnland               | 10. Januar 2014                                                              | Kuolleista palanneet | YLE                                    |
| Israel                 | 20. Januar 2014                                                              | קמים לתחייה          | HOT 3                                  |
| Australien             | 11. Februar 2014                                                             | The Returned         | SBS Two                                |
| Island                 | 16. Februar 2014                                                             | Afturgöngurnar       | RÚV                                    |
| Norwegen               | 20. März 2014                                                                | Gjengangerne         | NRK                                    |
| Schweiz                | 18. April 2014                                                               | Les Revenants        | RTS Un                                 |
| Kanada                 | 26. April 2014                                                               | The Returned         | Space                                  |
| Belgien (Flandern)     | 11. Juli 2014                                                                | Les Revenants        | Canvas                                 |

## Episodenliste

### Staffel 1
| Nr. (ges.) | Nr. (St.) | Deutscher Titel | Originaltitel | Zusammenfassung | Erstausstrahlung Frankreich | Deutschsprachige Erstausstrahlung (D) | Regie                             | Drehbuch                                                         |
| ---------- | --------- | --------------- | ------------- | --- | --------------------------- | ------------------------------------- | --------------------------------- | ---------------------------------------------------------------- |
| 1          | 1         | Camille         | Camille       | Die vor vier Jahren als 15-Jährige verstorbene Camille Séguret kehrt ungealtert zu ihrer Familie zurück und kann sich an nichts erinnern, was in der Zwischenzeit geschehen ist. Camille und ihre um vier Jahre gealterte Zwillingsschwester Lena geraten aneinander. Es wird gezeigt, dass Camille bei einem Busunfall gestorben ist. Auch der vor zehn Jahren gestorbene Simon Delaitre taucht wieder auf und macht sich auf die Suche nach seiner früheren Verlobten, Adèle Werther, und erschreckt sie sehr, als er nachts klingelnd, klopfend und schreiend um Einlass bittet. Der nahezu sprachlose Junge Victor sucht Unterschlupf bei der allein lebenden Julie Meyer. | 26. Nov. 2012               | 18. Nov. 2013                         | Fabrice Gobert                    | Fabrice Gobert & Emmanuel Carrère                                |
| 2          | 2         | Simon           | Simon         | Camille Séguret soll wieder in die Familie aufgenommen werden und bezieht ihr früheres Zimmer. Simon schlägt einen Gastronomieangestellten zusammen und wird nach einem Treffen mit seiner früheren Verlobten, Adèle, die ihn als Wahnvorstellung betrachtet, von der Polizei festgenommen. Die Polizei erkennt, dass seine Fingerabdrücke mit dem seit zehn Jahren toten Simon Delaitre übereinstimmen, was für Erstaunen sorgt. Es wird enthüllt, dass seine schwangere Braut, Adèle, am Altar wartend, die Nachricht vom Tode Simons erhielt. Adèles Hochzeit mit dem Polizisten Thomas steht kurz bevor. Die Kellnerin Lucy wird in einer Unterführung niedergestochen. Damit setzt sich eine Serie von Gewaltverbrechen fort, die vor sieben Jahren endete. Gleichzeitig fällt auf unerklärliche Weise der Wasserspiegel des Stausees, der die Stadt mit Strom versorgt. | 26. Nov. 2012               | 18. Nov. 2013                         | Fabrice Gobert                    | Fabrice Gobert & Emmanuel Carrère                                |
| 3          | 3         | Julie           | Julie         | Camille ist fest entschlossen, sich nicht weiter zu verstecken und ein möglichst normales Leben zu führen. Sie gibt sich als Cousine Alice aus. | 3. Dez. 2012                | 18. Nov. 2013                         | Fabrice Gobert                    | Fabrice Gobert & Emmanuel Carrère                                |
| 4          | 4         | Victor          | Victor        | Victor kann von Julie nicht weiter unter Verschluss gehalten werden und wird von der Polizei mitgenommen. | 3. Dez. 2012                | 18. Nov. 2013                         | Fabrice Gobert                    | Fabrice Gobert & Emmanuel Carrère                                |
| 5          | 5         | Serge und Toni  | Serge et Toni | Die Toten kommen nach und nach ans Licht, sind jedoch unfähig, ihr normales Leben wieder aufzunehmen. | 10. Dez. 2012               | 18. Nov. 2013                         | Frédéric Mermoud                  | Fabrice Gobert, Emmanuel Carrère & Fabien Adda                   |
| 6          | 6         | Lucy            | Lucy          | Die Stadt ist von einem Stromausfall betroffen. Nachdem Simon von Thomas umgebracht wurde, kehrt dieser erneut ins Leben zurück und verschwindet mit der rätselhaften Lucy. | 10. Dez. 2012               | 18. Nov. 2013                         | Frédéric Mermoud                  | Fabrice Gobert, Fabien Adda, Camille Fontaine & Nathalie Saugeon |
| 7          | 7         | Adèle           | Adèle         | Verschiedene Klans beginnen sich in der immer chaotischeren Umgebung herauszubilden. Zudem scheint niemand imstande, die Stadt zu verlassen. | 17. Dez. 2012               | 18. Nov. 2013                         | Frédéric Mermoud                  | Fabrice Gobert & Fabien Adda                                     |
| 8          | 8         | Die Horde       | La Horde      | Das Verhältnis zwischen den Lebenden und Toten ist weiter angespannt, vor allem nachdem eine neue, gruseligere Welle von Toten in der Stadt auftaucht. | 17. Dez. 2012               | 18. Nov. 2013                         | Fabrice Gobert & Frédéric Mermoud | Fabrice Gobert & Fabien Adda                                     |

### Staffel 2
| Nr. (ges.) | Nr. (St.) | Deutscher Titel | Originaltitel | Erstausstrahlung Frankreich | Deutschsprachige Erstausstrahlung (D) | Regie                            | Drehbuch                                                 |
| ---------- | --------- | --------------- | ------------- | --------------------------- | ------------------------------------- | -------------------------------- | -------------------------------------------------------- |
| 9          | 1         | Das Kind        | L’Enfant      | 28. Sep. 2015               | 20. Dez. 2015                         | Fabrice Gobert & Frédéric Goupil | Fabrice Gobert, Audrey Foché, Coline Abert & Fabien Adda |
| 10         | 2         | Milan           | Milan         | 28. Sep. 2015               | 20. Dez. 2015                         | Fabrice Gobert & Frédéric Goupil | Fabrice Gobert, Audrey Foché & Fabien Adda               |
| 11         | 3         | Morgane         | Morgane       | 5. Okt. 2015                | 20. Dez. 2015                         | Fabrice Gobert & Frédéric Goupil | Fabrice Gobert, Audrey Foché & Coline Abert              |
| 12         | 4         | Virgil          | Virgil        | 5. Okt. 2015                | 20. Dez. 2015                         | Fabrice Gobert & Frédéric Goupil | Fabrice Gobert, Audrey Foché & Fabien Adda               |
| 13         | 5         | Madame Costa    | Madame Costa  | 12. Okt. 2015               | 20. Dez. 2015                         | Fabrice Gobert & Frédéric Goupil | Fabrice Gobert, Audrey Foché & Coline Abert              |
| 14         | 6         | Esther          | Esther        | 12. Okt. 2015               | 20. Dez. 2015                         | Fabrice Gobert & Frédéric Goupil | Fabrice Gobert, Audrey Foché & Coline Abert              |
| 15         | 7         | Étienne         | Étienne       | 19. Okt. 2015               | 20. Dez. 2015                         | Fabrice Gobert & Frédéric Goupil | Fabrice Gobert, Audrey Foché & Fabien Adda               |
| 16         | 8         | Die Rückkehrer  | Les Revenants | 19. Okt. 2015               | 20. Dez. 2015                         | Fabrice Gobert & Frédéric Goupil | Fabrice Gobert & Audrey Foché                            |

## Rezeption
Karoline Meta Beisel nennt in der Süddeutschen Zeitung The Returned „eine der besten europäischen Serien der Gegenwart“.
David Hugendick erkennt in ihr auf Zeit Online „eine gespenstische Erzählung über Trauer und ihre Bewältigung“.
Tim Slagman lobt die Serie auf Spiegel Online als "trügerisch, hinterhältig und wunderbar melancholisch".
Andreas Hergeth von der tageszeitung (taz) lobt The Returned als spannend und atmosphärisch dicht, „voller surrealer Bilder, wendungsreicher Dramatik, voller Emotionen und Wucht“.
Markus Ehrenberg findet im Tagesspiegel die Serie auch nach der zweiten Staffel „so gut, dass in den USA mit ‚The Returned‘ ein (unnötiges) Remake entstand“.
Marc Zitzmann in der Neuen Zürcher Zeitung ist weniger begeistert: Die Idee sei spannend, doch „ihrer Umsetzung fehlt es an Fleisch und Blut“.
2013 gewann die Serie einen International Emmy Award als beste Dramaserie.